# Holger Christian Valdemar Møller
Holger Christian Valdemar Møller, H.C.V. Møller, född 20 juni 1854 i Köpenhamn, död där 1 februari 1943, var en dansk ingenjör och borgmästare.
Møller avlade polyteknisk tillträdesexamen 1871 och blev polyteknisk kandidat i ingenjörsfacket 1877. Han tjänstgjorde under ett par år vid utbyggnaden av Köpenhamns sjöfort och anställdes, efter en tvåårig verksamhet som teknisk assistent vid kryolitbrotten i Ivigtut på Grönland, som ingenjörsassistent vid Köpenhamns hamnväsende. År 1884 utnämndes han till hamnbyggmästare och därmed till chef för Köpenhamns hamns byggnadsväsende. Hamnen befann sig vid denna tidpunkt i en stark utvecklingsperiod. Under 1880-talet byggdes således Nordhavnen och Redhavnen samt en del av Refshaleøen. År 1891 vidtogs anläggandet av Köpenhamns frihamn; Møller blev ledare för detta betydande arbete efter att han tillsammans med Vilhelm Dahlerup och ingenjörerna Friedrichsen och P. Vedel hade vunnit två priser vid projekteringstävlingen. Utöver detta ägde talrika om- och nybyggnationer i hamnen unders årens lopp efter hans planer och ledning,  av vilka kan nämnas: hamnutbyggnaderna mot söder (byggandet av kajerna vid Kalvebod-, Islands- och Enghavebrygge, spärranläggningen med tillhörande slussar i Kalvebodstrand) och brobyggnadsarbeten: Langebro, Knippelsbro och Nyhavns bro. Då hamnen omorganiserades utnämndes han till hamndirektör, men innehade endast denna post till 1917, då han blev borgmästare vid Köpenhamns magistrats 4. (tekniska) avdelning. Åren 1896–1917 var han – med ett enda års avbrott – verksam medlem av Köpenhamns borgarrepresentation. Han var medlem av den västjylländska hamnkommissionen 1917 och av flera andra statliga och kommunala  kommissioner. Han var styrelseledamot i flera tekniska sammanslutningar och var ordförande för Dansk Ingeniørforening och Den tekniske Forening. Han var även intresserad av idrott, främst rodd och gymnastik. Han var medstiftare och under ett tjugotal år ordförande för Københavns Gymnastikforening och Dansk Gymnastikforbund samt verkade på olika sätt för främjandet av dansk idrott.

## Utmärkelser
- Riddare av Dannebrogorden,  1891[2]
- Dannebrogsmännens hederstecken,  1894[2]
- Kommendör av Dannebrogorden,  1908[2]
- Förtjänstmedaljen i guld,  1919[2]
- Kommendör av första graden av Dannebrogorden,  1935[2]

[Redigera Wikidata]